# 成田秀悦
成田秀悦（なりた しゅうえつ、1984年8月29日 - ）は、日本のラグビー選手。

## プロフィール
- 秋田県男鹿市出身。
- ポジションはウィング(WTB)、スクラムハーフ(SH)。
- 身長 169cm、体重 74kg
- ニックネームはナリ。

## 経歴
船川南小ラグビースポーツ少年団でラグビーを始める。秋田工業高校、法政大学を経て、サントリーサンゴリアスに加入。7人制日本代表にも選出され、2010年のアジア大会では金メダル獲得に貢献。抜群の脚力を持ち、突破力に秀でている。2016年、サントリーサンゴリアスを退団し、秋田ノーザンブレッツラグビーフットボールクラブに加入。